# Пілешкаси
Пілешка́си (рос. Пилешкасы, чув. Пилешкасси) — присілок у складі Шумерлинського району Чувашії, Росія. Входить до складу Ходарського сільського поселення.
Населення — 147 осіб (2010; 169 у 2002).
Національний склад:
- чуваші — 99 %